# Maratón de Liubliana
La tradicional Maratón de Liubliana empezó a organizarse en 1996 a cargo de la ciudad de Liubliana (Eslovenia).

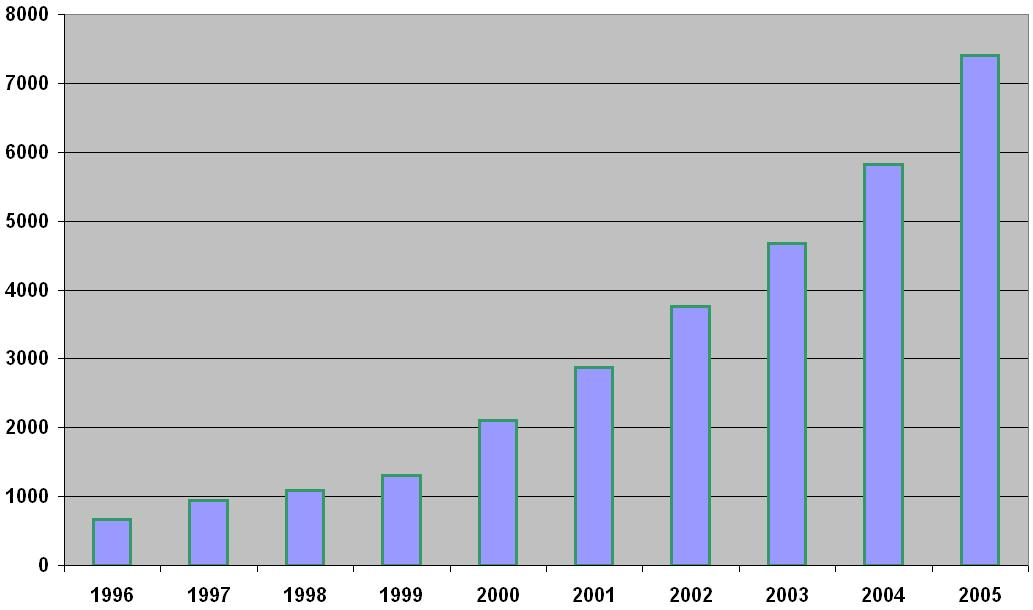
Número de participantes (1996-2005)

## Historia
En la primera Maratón de Liubliana, de octubre de 1996, participaron en total 673 corredores en tres categorías: distancia de 42,195 km, de 21,098 km y de 7 km. Solo 153 corredores recorrieron la distancia más larga. Después de varios años la maratón llegó a ser internacional, pero la primera no lo fue. En el año 2000 el acontecimiento deportivo -que en sus inicios duró un día- se extendió a dos jornadas. El sábado está reservado a los alumnos de la escuela primaria y secundaria, la distancia de esta carrera es de 2,1 km (para los alumnos de primaria) y 4,2 km (para los alumnos de secundaria). La primera maratón la ganaron Roman Kejžar y Helena Javornik (ella todavía tiene el récord en la categoría de 21 km).
De año a año el número de participantes creció y este año aumentó tremendamente. En 2010 corrieron 11.158 atletas y en 2011 18.513 (inicialmente se habían apuntado cerca de 22.000 corredores pero muchos no vinieron).

## Participantes
Algunos corredores participan en la Maratón de Liubliana desde el primer año. Hay ocho hombres que han recorrido 16 veces la marca más larga y once competidores que han recorrido 16 veces la medio maratón. Entre ellos hay solamente una mujer, se llama Helena Žigon, que tiene 83 años. Helena ha recorrido hasta hoy todas las medio maratones celebradas en Liubliana.